# Parque Estadual do Jaraguá
O Parque Estadual do Jaraguá é um parque brasileiro situado no município de São Paulo, capital do estado de São Paulo, Brasil. A área de preservação foi criada em 1961, em torno do Pico do Jaraguá, o ponto mais alto da cidade, elevando-se a uma altitude de 1.135 metros na Serra da Cantareira.
É um parque remanescente de Mata Atlântica, onde se localiza a casa de Afonso Sardinha, que hoje é tombada pelo patrimônio histórico. Possui trilhas com total contato com a natureza, além de estruturas para recepção de visitantes. Nas imediações também se encontra uma aldeia indígena guarani. 
Possui área de 491,98 hectares e se localiza na Zona Noroeste da cidade de São Paulo, onde passa o Trópico de Capricórnio. Seu maior atrativo é o Pico do Jaraguá, que em Tupi significa "senhor do vale". Devido à sua imponência, é ponto de referência para quem chega ou deixa a capital pelo sistema Anhangüera-Bandeirantes.
O parque é considerado um dos últimos remanescentes de Mata Atlântica da Região Metropolitana de São Paulo. Pela proximidade com essa mancha urbana, este bioma encontra-se entre os mais ameaçados do planeta. Localizado na região noroeste da cidade de São Paulo, mais precisamente no bairro do Jaraguá, têm como vizinhos os bairros de Perus e Pirituba e o município de Osasco.

## Características
O Parque conta com estruturas para piquenique, churrasqueiras, sanitários, auditório e outros equipamentos para recepção do público. Além disso, possui trilhas e um casarão como patrimônio histórico.

### Trilhas
O parque conta com três trilhas:
- Trilha do Pai Zé: com 3,6 km (ida/volta), classificada com dificuldade considerada difícil e alto grau de declividade. É a única trilha que conecta a parte baixa do parque até o Pico do Jaraguá;[4]
- Trilha da Bica: com um percurso total de 1,6 km (ida/volta), de dificuldade média e baixo grau de declividade;[4]
- Trilha do Silêncio: com extensão de 800 m (ida/volta), de dificuldade baixa, foi adaptada para pessoas com mobilidade reduzida (especialmente desenvolvida e instalada para passeio com grupos de terceira idade, e portadores de necessidades especiais).[4]

Existe uma estrada asfaltada (Estrada Turística do Jaraguá) que leva ao pico com a extensão de 5.356 metros de comprimento, que inicia na rodovia Anhanguera e termina no topo.

### Patrimônio Histórico

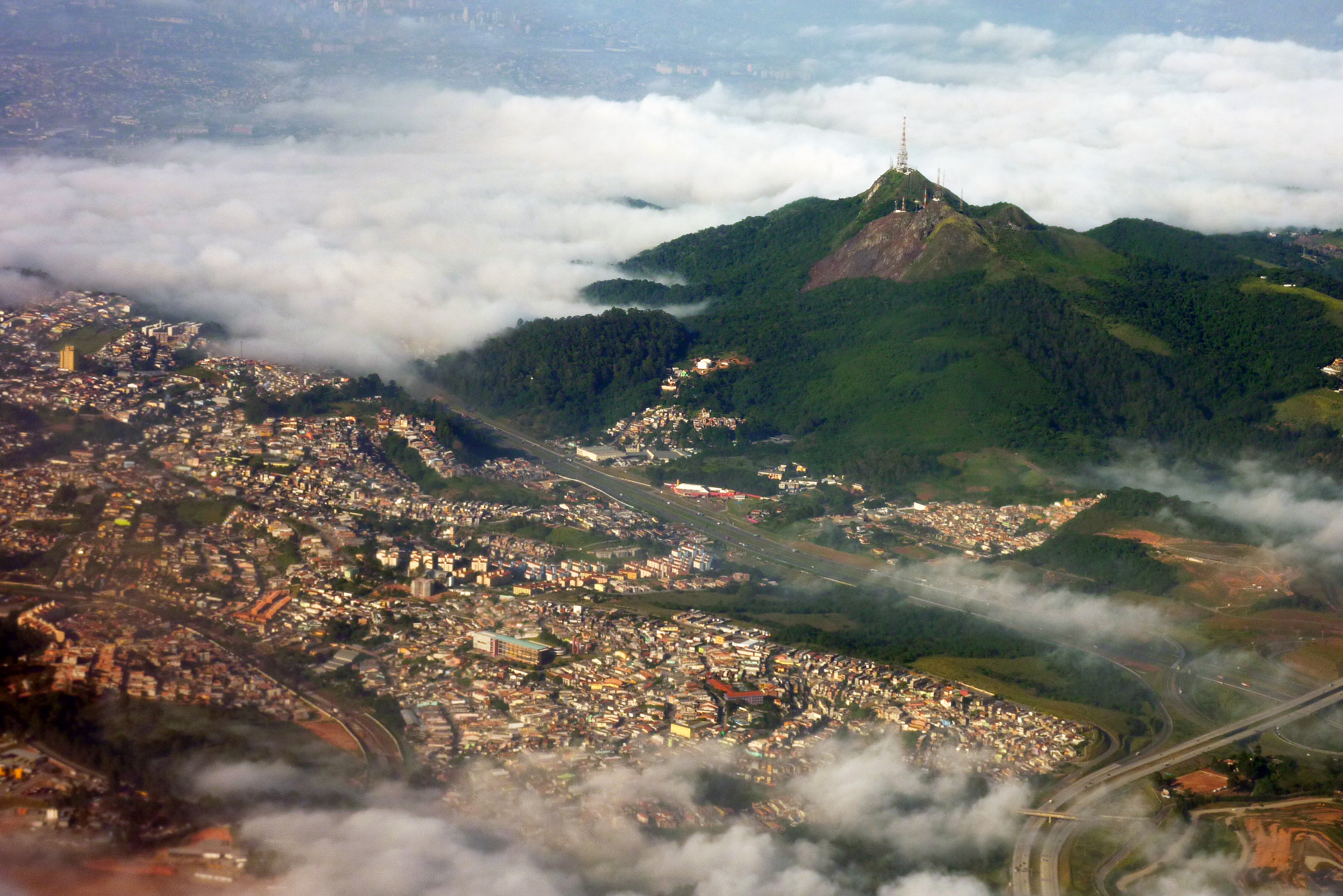
Fotografia aérea do Pico do Jaraguá

O Casarão de Afonso Sardinha é um patrimônio histórico datado de 1580, construído durante o Ciclo do Ouro e tombado pelo Condephaat. Uma das últimas casas bandeiristas dos arredores da cidade de São Paulo, foi construída pela técnica de taipa de pilão, o que lhe confere grossas paredes, com cerca de 80 centímetros de largura. A casa foi sede da Fazenda do Jaraguá, propriedade do bandeirante Afonso Sardinha, sendo que a fazenda em si foi adquirida pelo governo estadual em 1940.

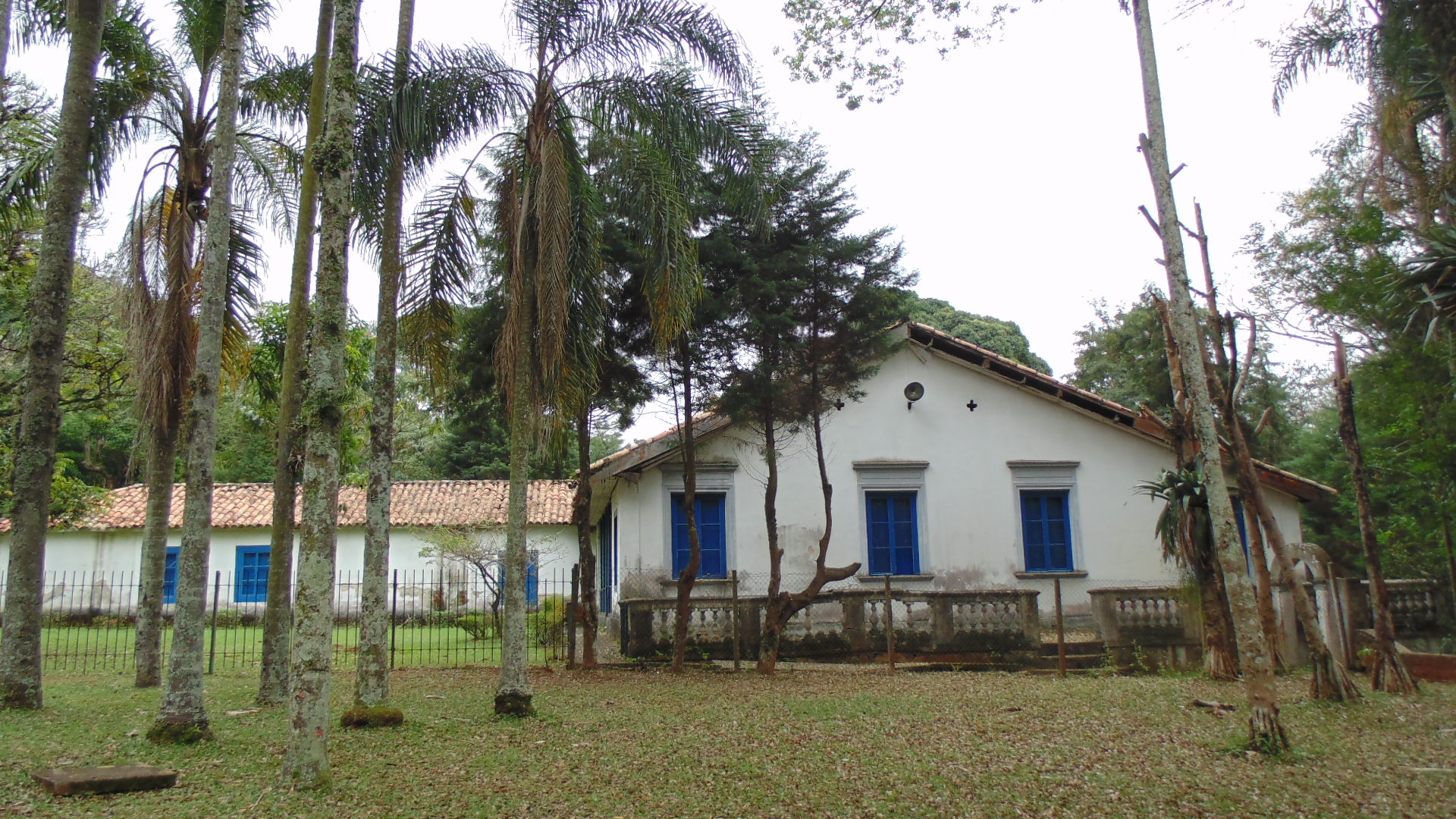
Casarão Afonso Sardinha

Após anos de abandono e subutilização, o que restou do casarão foi reconstruído e readaptado para instalação do Albergue da Juventude, que o utilizou em comodato de 1985 até 2012.
Ao lado da casa também está localizado o tanque onde os escravos lavavam do ouro que era minerado nas imediações.

### Aldeia do Jaraguá-Itu
A Aldeia do Jaraguá-Itu teve início na década de 1960 com a chegada ao local da família de Joaquim Augusto Martins e sua esposa, dona Jandira Augusta Venício (cacique até 2012). A aldeia subdivide-se em duas: Tekoa Yty (“parte de baixo”) e Tekoa Piau (“parte de cima”). A de baixo é a mais antiga e possui 1,7 hectares de área demarcada. O local é histórico, onde já houve a extração de ouro. "A parte de cima" possui cerca de 3 hectares não demarcados em nome dos indígenas.

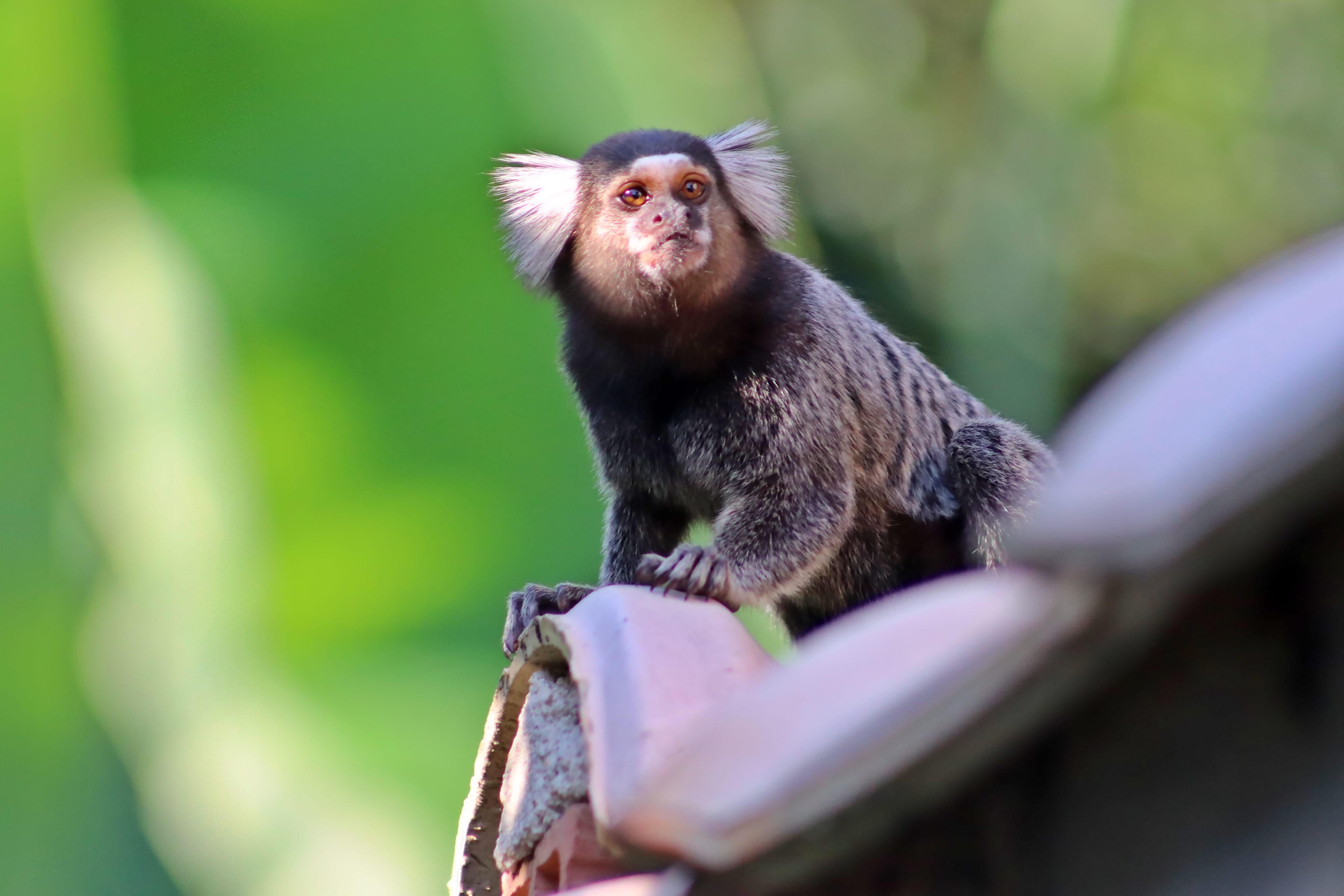
Sagui-de-tufo-branco, primata presente no Parque Estadual do Jaraguá

Em 1997 a aldeia recebeu a visita do sertanista Orlando Villas Bôas. Orlando levou alguns índios para um colégio da região, fez uma palestra, contou muitas histórias e respondeu perguntas de alunos. A aldeia mantém a língua e os costumes guaranis e sobrevive do artesanato.

### Fauna
Segundo o Plano de Manejo do Parque do Jaraguá, foram detectadas 77 espécies de aves e 7 espécies de mamíferos. Entre os mamíferos, destacam-se o sagui-de-tufo-branco, o sagui-de-tufo-preto, o macaco-prego e a jaguatirica.